# ABC of Hand Tools
Pour plus de détails, voir Fiche technique et Distribution.
ABC of Hand Tools est un moyen métrage d'animation américain, sorti le 5 février 1946 réalisé par les studios Disney.

## Synopsis
Le film explique la bonne utilisation et les précautions d'usages des outils, l'utilisation et l'action de chacun des outils.

## Fiche technique
- Titre original : ABC of Hand Tools
- Série : court métrage publicitaire et/ou éducatif
- Réalisateur : Bill Roberts[1]
- Distributeur : General Motors
- Production : Walt Disney Productions
- Date de sortie[1] :  5 février 1946
- Format d'image : Couleur (Technicolor)
- Durée[2] : 31 minutes
- Langue : (en)
- Pays :  États-Unis